# Ličje, Štalenska gora
Ličje (nemško Leibnitz) je naselje v občini Štalenska gora v okraju Celovec-dežela na Koroškem v Avstriji.

## Geografska umeščenost v prostor
Zaselek Ličje se nahaja severno-zahodno od Timenice na vzpetini na severnem robu osrednjega Celovškega polja že na vznožju Štalenske gore na poti v Otmanje. 

## Krajevno ime
Ličje, nem. (Ober-, Unter-) Leibnitz, tako zapisano v popisu koroških utrakvističnih šol Rudolfa Vouka (Celovec 1980)
Normirano je v Enciklopediji slovenske kulturne zgodovine na Koroškem, ker ime pri Pavlu Zdovcu ni zapisano.
Pavel Zdovc krajevnega imena »Ličje« v svojem referenčnem delu (sploh) ne navaja. V nemško-slovenskem seznamu krajevnih imen Pavla Zdovca je zapisano za nemško Dürnfeld > Dürnfeld, Niče. V slovensko-nemškem seznamu je pri Pavlu Zdovcu zapisano  Dürnfeld (pri Timenici), nem.; v kraj. pogov. rabi (navadno) Niče (kar je pravzaprav em. Leibnitz, sosednji kraj;

## Cerkvena ureditev
Ličje pripada dvojezični dekaniji Tinje, ki je bila do leta 1938 slovenska (razen Otmanj, ki so bile dvojezične, nemško-slovenske) ter je sedaj uradno dvojezična, medtem ko je župnija Timenica, kateri pripada Ličje, uradno le še nemška. 

## Zgodovina
Zaselka Ličje in sosednje Suho polje sta geografsko tesno povezani. Imena teh dveh zaselkov so nenavadno nasprotna. Krajevno ime Ličje (nem. Leibnitz) spominja na to, da so se prvi naseljenci naselili ob potoku, ki pa že nekaj časa ne teče več. V Suhem polju pa je vode očitno primanjkovalo že v prejšnjih stoletjih. Zato je le logično, da se je prav tam pojavilo zanimivo ime kmetije „Wasserleiter“ (vodnik za vodo, vodnik vode), ki se nanaša na nekoga, ki umetno namaka travnike.
Vas Ličje se nahaja v treh katastrskih občinah in je do leta 1973 spadala pod tri lokalne politične občine (Šenttomaž pri Celovcu, Otmanje in Gospa Sveta). V prejšnjih časih so razlikovali med okrajem Spodnje Ličje, ki se je nahajal v sodnem okraju Timenica, in Zgornje Ličje, ki je obsegal samo Prodejevo hubo (p.d. Prode, nem. Prode-Hube) in Petrikovo kočo (p.d. Petrik, nem. Petrik-Keusche) in je bil v sodnem okraju Gospa Sveta. Lipa, ki se nahaja med tema dvema okrožjema, je bila kot meja sodišča omenjena že v 16. stoletju. Od leta 1864, ko je bila katastralna občina Timenica izločena iz občine Otmanje) so se tu združile tri občine.
Vendar pa niso zmedene le meje sodnih okrajev in občin v majhnem zaselku Ličje, ampak tudi pripadnost zemljiški gospodi. Leta 1249 je vojvodski pisar Friedrich von Landstrass samostanu Vetrinj podaril tri hube v Ličju („Levdnich“) in v sosednji Mižlji vasi . Vendar je Albert  Čilberški, očitno upravitelj samostana, nasilno preprečil izročitev, zasegel posest in bil šele leta 1273 pripravljen na poravnavo. Odrekel se je sicer lastniškim pravicam na teh hubah, vendar je le-te dobil doživljenjsko nazaj in sicer v zameno plačila  letne najemnine. Zdi se, da tudi ta poravnava ni vzdržala, saj se [Cistercijanska opatija Vetrinj|Vetrinjski samostan]] nikoli več ne pojavi kot posestnik v obeh vaseh Ličje in Suho polje.

### Koseška posest
Ena od obeh hub v Ličju je bila prvotno koseška posest, ki se v urbarju gospostva v Kamnu v Podjuni iz leta 1585 pojavlja kot polovična huba („Prodman“), ki je razdeljena na več posameznih parcel.
Tudi Gospa Sveta in Timenica sta tu dobile koseška zemljišča, ki pa so bila v novem veku „neizsledljiva“ - to pomeni, da natančne lokacije parcel, ki so pripadale tem cerkvam, ni bilo več mogoče določiti. Kljub temu je moral na primer p.d Šimon (nem. Simonbauer, danes Sonnhof) za ta neizsledljiva zemljišča plačevati davke.
Sam »Sonnhof« je nastal z združitvijo dveh posesti (posesti Šimon in Cikulnik) leta 1693 in je imel še v 19. stoletju v lasti več mlinov na Timeniškem potoku.
Vendar je bilo Ličje večinoma pod oblastjo Timenice in uprave goriških grofov v Timenici. Že leta 1299 je v goriškem urbarju omenjen „Johannes de Leudnich“, ki je plačal vrč slada, dve merici ovsa, 120 pfenigov, štiri svinjska pleča, tri piščance in 120 jajc.
Današnja huba p.d. Valtan je leta 1446 Georg Silberberger iz Timenice prodal Christophu Pibriacherju, ki jo je priključil svojem posestvu v Vasji vasi. S prodajo gospode Timenica in urada v Vasji vasi so po letu 1600 skoraj vsi kmetje iz Ličja postale podložnice velike khevenhüllerjeve posesti grad Karlsberg. Le majhno posestvo p.d. Prode je bilo v novejšem času podrejeno oddaljenemu gospostvu Gradiš  (nem. Gradisch) pri Trgu.

### Franc Jožef I.v Ličju
Zaradi odlične razgledne točke je bilo Ličje septembra 1907 ob cesarskih manevrih izbrano za osrednjo opazovalnico generalštaba. Cesar Franc Jožef I. je 7. septembra osebno opazoval dogajanje s hriba nedaleč od današnjega Šimona / Sonnhofa. 

## Narečje
Nemščina je prisotna v obliki osrednje-koroškega nemškega narečja.
Zgodovinsko domače slovensko narečje je bila poljanščina Celovškega polja, kot je bilo zapisano v sosednji vasi Zapuže leta v doktorski disertaciji Katje Sturm-Schnabl leta 1973 ter terminološko opredeljeno kot takšno šele v okviru znanstveno raziskovalnega dela Bojana-Ilije Schnabl ob pripravah za Enciklopedije slovenske kulturne zgodovine na Koroškem (2010 oz.  2016). O postopni germanizaciji področja je zapisano pričevanje duhovnika Pavla Zablatnika v Enciklopediji slovenske kulturne zgodovine na Koroškem  za časa njegovega delovanja v sosednji župniji Otmanje med letoma 1971 in 1962. Zapisano je: »V pogovoru z avtorjem o njegovem delu v župniji Otmanje, ki je bila edina župnija v dekaniji Tinje, ki je bila v medvojnem obdobju vodena dvojezično v nemščini in slovenščini (druge so bile slovenske), po vojni pa je bila vodena v nemščini, je poročal, da so se mu starejše ženske v župniji pod varstvom zaupnosti spovedovale v slovenščini. Tudi to je izjemen pokazatelj jezikovno-sociološkega razvoja slovenščine v župniji in v politični občini Štalenska gora.« 

## Ledinska imena
Ledinska imena so bila na osnovi občinske zgodovine  občinski Štalenske gore Wilhelma Wadla znanstveno raziskovana za celotno Celovško polje v okviru znanstveno raziskovanega dela Enciklopedije slovenske kulturne zgodovine na Koroškem od Bojana-Ilija Schnabla. Važen uradni vir predstavlja tudi Franciscejski kataster, ki so objavljeni na spletu dežele Koroške. Zgodovinski fonetski zapisi predstavljajo slovensko narečno obliko, v kolikor so le-to uradniki češkega porekla razumeli. 
V Ličju oz. v bližnji okolici najdemo v smeri ure s severa sledeča ledinska imena:
- Vogra[18]) (sever)
- Buaza[19]) (sever)
- Bernza (Brnca)[20]) (severo-vzhod)
- Na Stuki[21]) (severo-vzhod)
- schuriano Kogel (Šurjanov kogel)[22]) (jugo)
- per schurian Kogel (Pri Šurjanovem koglu)[23] (jug)
- Dulla (dole/spodaj < duala)[24] (jugo-vzhod)
- Krameta[25] (jugo-vzhod)
- Humerlaken[26] (severo-vzhod)[27]

## Hišna imena
Wadl navaja sledeča hišna imena:
- p.d. Nuše(j), Nušejeva koča (> nem. Nuschekeusche);
- p.d. Cikulnik, Cikulnikova huba (> nem. Zikulnig, Zikulnighube);
- p.d. Šimon (> nem. Schimonbauer, danes Sonnhof9;
- p.d. Prode (nem. Prode, Prode-Hube);
- Petrik (nem. Petrik, Petrik-Keusche).
- Valtan (> nem. Valtan, Valtan-Hube)[28]